# Raymond Chow
Raymond Chow Man-wai OBE, GBS (Hong Kong, 8 de outubro de 1927 — Hong Kong, 2 de novembro de 2018) foi um produtor cinematográfico de Hong Kong, responsável pela sucesso do lançamento das artes marciais no cinema e pela elevação do cinema de Hong Kong no mercado cinematográfico internacional. Através dos estúdios "Golden Harvest", co-fundado em 1971, produziu mais de 170 filmes ao longo de sua carreira e foi o responsável por lançar as carreiras internacionais de Bruce Lee, Jackie Chan e Tsui Hark.

## Biografia

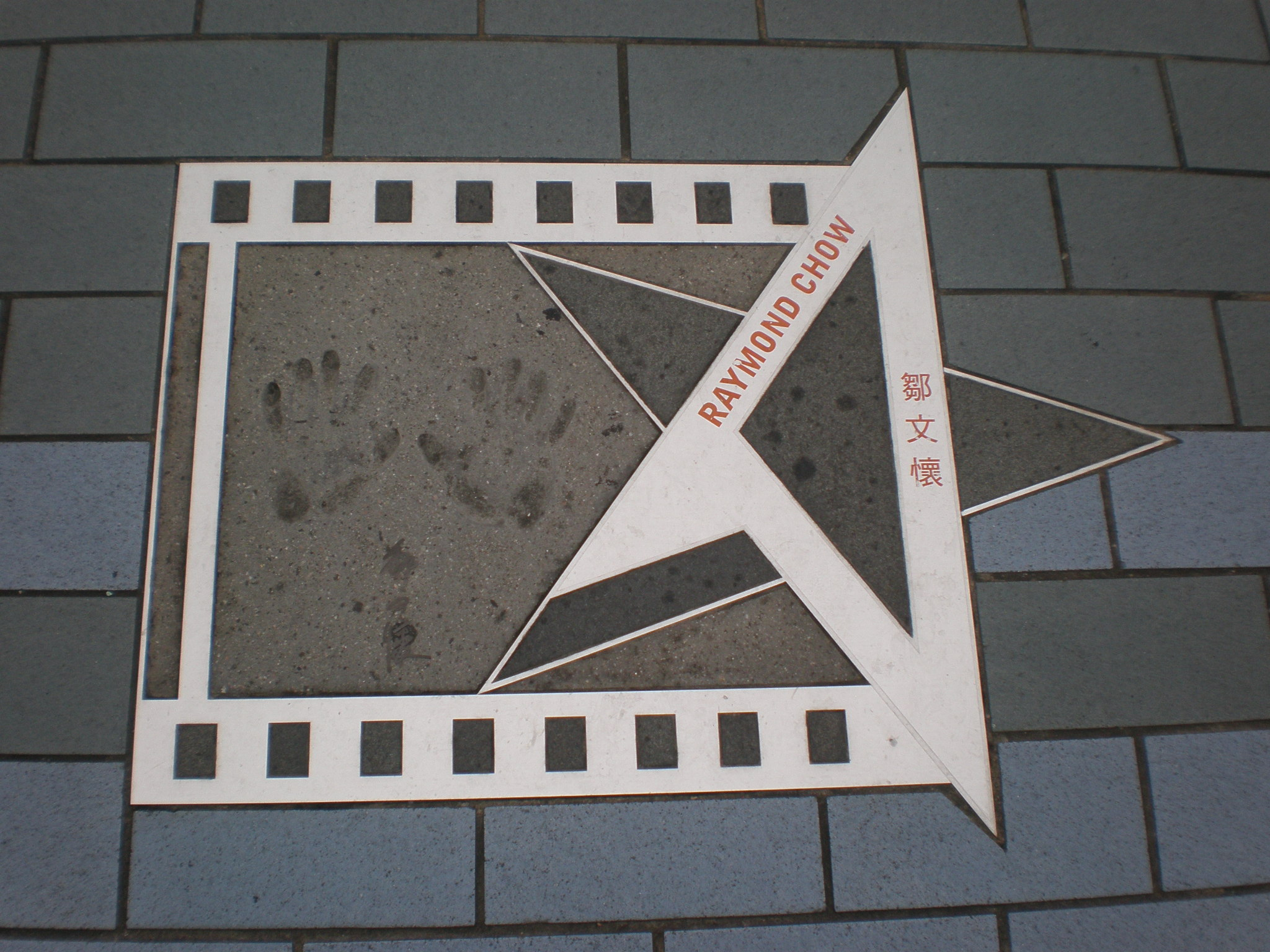
"A estrela", impressão das mãos e autógrafo de Raymond Chow na "Avenue of Stars", em Hong Kong.

### Antes do cinema
Da etnia Hacá, frequentou a Saint John's University, em Xangai, e graduou-se, em 1949, em jornalismo. Em 1951, juntou-se ao Voz da América, em Hong Kong. Estudou artes marciais com o mestre Lam Sai-wing.

### Início da carreira
Entre 1958 e 1970, iniciou sua carreira cinematográfica como chefe de publicidade e de produção da Shaw Brothers. Ele alugou o Cathay Studio, uma potência na Malásia naquela época, com uma cadeia de 104 salas de cinema.

### Produtora própria
Em 1970, o Cathay Studio rompeu a associação para Hong Kong. Com isso, saiu da Shaw Brothers e co-fundou a produtora Golden Harvest. Com a experiência das deficiências da Shaw Brothers, que limitava a criatividade artística, foi capaz de atrair Bruce Lee, tornando-se um sério competidor com seu ex-empregador.
Com a liderança de Chow, a Golden Harvest tornou-se a principal empresa da indústria cinematográfica de Hong Kong, liderando as bilheterias durante as décadas de 1970 e 1980.

### Parceria com Bruce Lee
Em 1973, fundou com Bruce Lee, a produtora Concord Production Inc., em Hong Kong. Lee ficava a cargo das decisões artísticas, deixando as decisões administrativas com Chow. Ambos tinham 50 por cento das ações. Com a morte de Lee, ainda em 1973, a esposa dele, Linda, vendeu as ações ao próprio Raymond Chow.

### Aposentadoria
Anunciou, oficialmente, sua aposentadoria em 5 de novembro de 2007, após vender suas ações. A empresa, então, trocou seu nome para Orange Sky Golden Harvest.

### Morte
Morreu em 2 de novembro de 2018, em Hong Kong, aos 91 anos.